# Усть-Дунайське буджацьке козацьке військо
Усть-Дунайське буджацьке козацьке військо — козацьке військо, сформоване у Південній Бессарабії 1806 року (затверджене імператорським указом від лютого 1807 року).

## Історія
Готуючись до нової війни з Туреччиною, російський уряд мав потребу у військових контингентах і в грудні 1806 року розпочав організацію козацького війська, до складу якого дозволялося набирати чорноморських козаків, інші категорії українського населення, що проживали в Бессарабії, Молдові та Волощині. Створення війська було розраховане і на залучення козаків Задунайської Січі.

## Російсько-турецька війна (1806—1812)
У липні 1807 року у війську налічувалося понад 3 000 козаків.
Під час російсько-турецької війни 1806—1812 років козацькі відділи брали активну участь у військових діях проти турецьких військ на Дунаї: несли розвідувальну і сторожову службу, брали участь в облозі Ізмаїла, бойових операціях в Тулчі, Ісакчі, Браїлові, штурмі турецьких укріплень на дунайських островах. Поширення серед українського населення чуток про створення «нової Січі» призвело до масового руху селян-кріпаків на придунайські землі за «козацькою волею». Це викликало занепокоєння у імператорського уряду, і 20 липня 1807 року Олександр I видав наказ про припинення формування війська. У місце розташування війська прибула спеціальна військова експедиція, яка мала заарештувати селян-втікачів і повернути їх власникам, а колишніх задунайських і чорноморських козаків переселити на Кубань. У цих умовах частина устьдунайців перейшла на Задунайську Січ, а переважна більшість козаків розійшлася і осіла в придунайських степах.

## Російсько-турецька війна (1828—1829)
1828 року в зв'язку з новою російсько-турецькою війною уряд відновив у Південній Бессарабії козацькі формування під назвою Дунайське козацьке військо. До його складу увійшли: колишні устьдунайці, задунайські козаки, що оселилися в Бессарабії до 1828 року, російські відставні солдати та волонтери з Балканських країн. Військо складалося з двох шестисотенних кінних полків. Служба тривала 30 років. Полки охороняли кордони по Дунаю, Пруту та по Чорноморському узбережжі, несли гарнізонну службу в Ізмаїлі і Аккермані.

## Кримська війна (1853—1856)
Під час Кримської війни 1853—1856 років дунайці брали участь в боях у Добруджі, на Кавказі. У квітні 1854 року обороняли Одесу від нападу англо-французької ескадри. 1856 року військо перейменоване у Новоросійське козацьке військо. В адміністративному і військовому відношеннях підлягало новоросійському і бессарабському генерал-губернатору.
Місцеве керівництво здійснювало військове правління на чолі з наказним отаманом, якого призначав уряд. Серед найвідоміших отаманів були генерал-майор С. Василевський, генерал-лейтенант О. Шостак, генерал-майор І. Гангардт. Козаки обирали лише станичні правління. 1868 року військо складалося з 10 станиць і хуторів (південна частина теперішньої Одеської області) з населенням 13 141 особа і мало в користуванні 56 000 десятин землі. Козаки займались землеробством і скотарством. Військо мало свій шпиталь та військове училище.

## Ліквідація війська
У зв'язку з невдоволенням козаків важкою військовою службою та зловживаннями старшини у 1842—1845, 1849, 1855, 1858 роках відбувалися виступи за «вихід з війська». Згідно з імператорським указом від 3 (15) грудня 1868 року Новоросійське козацьке військо ліквідовувалось, рядові козаки переводились на становище селян-власників.

## Устрій
Внутрішній устрій нагадував устрій Запорозької Січі. Центральним органом управління був Кіш, який очолював кошовий отаман. Було запроваджено колишні старшинські посади. Військо поділялося на курені, на чолі яких стояли курінні отамани. Кошовий отаман одержував ознаку влади — пірнач, військовий прапор і військову печатку. Кошовий отаман і старшина призначались урядом, а не обирались козаками. У військовому відношенні військо підпорядковувалося російському командуванню. Першим кошовим отаманом став єлисаветградський поміщик Іван Підлесецький, згодом — Хома Бучинський.